# Spyker F8-VII
Spyker F8-VII — гоночный автомобиль с открытыми колёсами, построенный командой Spyker F1 для участия в Чемпионате мира 2007 года. В сезоне 2008 года шасси, названное Force India VJM01 использовалось с небольшими модификациями командой Force India. F8-VII стал единственным автомобилем Формулы-1, построенным голландской компанией.

## История
На шасси устанавливался восьмицилиндровый двигатель Ferrari. На Гран-при Италии 2007 появилось модифицированное шасси F8-VIIB, которое использовалось гонщиками до конца сезона. За рулём этой машины Адриан Сутиль завоевал единственное очко в истории команды Spyker, финишировав восьмым в Японии.

## Результаты выступлений в Формуле-1
| Год  | Шасси          | Двигатель   | Шины | Пилоты     | 1    | 2    | 3   | 4    | 5    | 6    | 7    | 8    | 9    | 10   | 11   | 12   | 13  | 14   | 15   | 16   | 17   | 18  | Место | Очки |
| ---- | -------------- | ----------- | ---- | ---------- | ---- | ---- | --- | ---- | ---- | ---- | ---- | ---- | ---- | ---- | ---- | ---- | --- | ---- | ---- | ---- | ---- | --- | ----- | ---- |
| 2007 | F8-VII F8-VIIB | Ferrari 056 | B    |            | АВС  | МАЛ  | БАХ | ИСП  | МОН  | КАН  | США  | ФРА  | ВЕЛ  | ЕВР  | ВЕН  | ТУР  | ИТА | БЕЛ  | ЯПО  | КИТ  | БРА  |     | 10    | 1    |
| 2007 | F8-VII F8-VIIB | Ferrari 056 | B    | Сутиль     | 17   | Сход | 15  | 13   | Сход | Сход | 14   | 17   | Сход | Сход | 17   | 21   | 19  | 14   | 8    | Сход | Сход |     | 10    | 1    |
| 2007 | F8-VII F8-VIIB | Ferrari 056 | B    | Алберс     | Сход | Сход | 14  | 14   | 19   | Сход | 15   | Сход | 15   |      |      |      |     |      |      |      |      |     | 10    | 1    |
| 2007 | F8-VII F8-VIIB | Ferrari 056 | B    | Винкельхок |      |      |     |      |      |      |      |      |      | Сход |      |      |     |      |      |      |      |     | 10    | 1    |
| 2007 | F8-VII F8-VIIB | Ferrari 056 | B    | Ямамото    |      |      |     |      |      |      |      |      |      |      | Сход | 20   | 20  | 17   | 12   | 17   | Сход |     | 10    | 1    |
| 2008 | VJM01          | Ferrari 056 | B    |            | АВС  | МАЛ  | БАХ | ИСП  | ТУР  | МОН  | КАН  | ФРА  | ВЕЛ  | ЕВР  | ВЕН  | ЕВР  | БЕЛ | ИТА  | СИН  | ЯПО  | КИТ  | БРА | 10    | 0    |
| 2008 | VJM01          | Ferrari 056 | B    | Сутиль     | Сход | Сход | 19  | Сход | 16   | Сход | Сход | 19   | Сход | 15   | Сход | Сход | 13  | 19   | Сход | Сход | Сход | 16  | 10    | 0    |
| 2008 | VJM01          | Ferrari 056 | B    | Физикелла  | Сход | 12   | 12  | 10   | Сход | Сход | Сход | 18   | Сход | 16   | 15   | 14   | 17  | Сход | 14   | Сход | 17   | 18  | 10    | 0    |

| Легенда к таблице |                                                                    |
| --- | ------------------------------------------------------------------ |
| В таблице перечислены результаты всех Гран-при Формулы-1, в которых использовался автомобиль. Строками таблицы являются сезоны, столбцами — этапы чемпионата мира. В каждой клетке указаны сокращённое название этапа и результат, дополнительно обозначенный цветом. Расшифровка обозначений и цветов представлена в нижеследующей таблице. |                                                                    |
| \| Пример \| Описание \| \| ------------ \| ------------------------------------------------------------------ \| \| 1 \| Победитель \| \| 2 \| Второе место \| \| 3 \| Третье место \| \| 5 \| Финишировал, заработав очки \| \| Сход \| Не финишировал, но при этом заработал очки \| \| 12 \| Финишировал, не получив очков \| \| НКЛ \| Финишировал, но не попал в финальную классификацию \| \| 15 \| Участвовал вне зачёта, либо по отдельной классификации \| \| 18 \| Не финишировал, но попал в финальную классификацию \| \| Сход \| Не финишировал \| \| НКВ \| Не прошёл квалификацию \| \| НПКВ \| Не прошёл предквалификацию \| \| ДСК \| Дисквалифицирован \| \| ИСК \| Исключён из протокола соревнований \| \| ТТ \| Заявлен для участия только в тренировках \| \| НС \| Участвовал в квалификации, но не стартовал в гонке \| \| Т \| Травмирован или болен \| \| ОТК \| Отказ от участия \| \| НТР \| Прибыл на соревнования, но на трассу не выезжал \| \| НПР \| Был заявлен в числе участников, но не прибыл к началу соревнований \| \| О \| Соревнования отменены \| \| \| Не участвовал \| \| Поул-позиция \| \| \| Быстрый круг \| \| |                                                                    |
| Пример | Описание                                                           |
| 1 | Победитель                                                         |
| 2 | Второе место                                                       |
| 3 | Третье место                                                       |
| 5 | Финишировал, заработав очки                                        |
| Сход | Не финишировал, но при этом заработал очки                         |
| 12 | Финишировал, не получив очков                                      |
| НКЛ | Финишировал, но не попал в финальную классификацию                 |
| 15 | Участвовал вне зачёта, либо по отдельной классификации             |
| 18 | Не финишировал, но попал в финальную классификацию                 |
| Сход | Не финишировал                                                     |
| НКВ | Не прошёл квалификацию                                             |
| НПКВ | Не прошёл предквалификацию                                         |
| ДСК | Дисквалифицирован                                                  |
| ИСК | Исключён из протокола соревнований                                 |
| ТТ | Заявлен для участия только в тренировках                           |
| НС | Участвовал в квалификации, но не стартовал в гонке                 |
| Т | Травмирован или болен                                              |
| ОТК | Отказ от участия                                                   |
| НТР | Прибыл на соревнования, но на трассу не выезжал                    |
| НПР | Был заявлен в числе участников, но не прибыл к началу соревнований |
| О | Соревнования отменены                                              |
| | Не участвовал                                                      |
| Поул-позиция |                                                                    |
| Быстрый круг |                                                                    |